# Podomyrma macrophthalma
Podomyrma macrophthalma é uma espécie de formiga do gênero Podomyrma, pertencente à subfamília Myrmicinae.